# Duits voetbalkampioenschap 1913/14
1913/14 was het twaalfde Duitse voetbalkampioenschap ingericht door de DFB en het laatste voor het uitbreken van de Eerste Wereldoorlog waardoor de competitie tot 1919 werd stilgelegd. Nadat clubs uit Karlsruhe, Stuttgart, Freiburg en Pforzheim het Zuid-Duitse voetbal domineerden trad nu SpVgg Fürth in de schijnwerpers uit de regio Fürth-Neurenberg. In de jaren twintig zouden SpVgg Fürth en 1. FC Nürnberg het voetbal domineren en samen acht titels winnen.

## Deelnemers aan de eindronde
| Club                          | Gekwalificeerd als           |
| ----------------------------- | ---------------------------- |
| SV Prussia-Samland Königsberg | Kampioen Noordoost-Duitsland |
| FC Askania Forst              | Kampioen Zuidoost-Duitsland  |
| Berliner BC 03                | Kampioen Berlijn-Brandenburg |
| SpVgg 1899 Leipzig-Lindenau   | Kampioen Midden-Duitsland    |
| VfB Leipzig                   | Titelverdediger              |
| Altonaer FC 93                | Kampioen Noord-Duitsland     |
| Duisburger SpV                | Kampioen West-Duitsland      |
| SpVgg Fürth                   | Kampioen Zuid-Duitsland      |

## Eindronde

### Kwartfinale
| Datum      | Teams                         | Teams | Teams            | Uitslag             | Stadion                              |
| 3 mei 1914 | SV Prussia-Samland Königsberg | –     | VfB Leipzig      | 1:4 (1:1)           | Königsberg, Platz des VfB Königsberg |
| 3 mei 1914 | SpVgg 1899 Leipzig-Lindenau   | –     | SpVgg Fürth      | 1:2 (1:0)           | Leipzig, Platz von Wacker Leipzig    |
| 3 mei 1914 | Berliner BC                   | –     | FC Askania Forst | 4:0 (3:0)           | Berlijn, Platz des BFC Preussen      |
| 3 mei 1914 | Duisburger SpV                | –     | Altonaer FC 93   | 4:1 n.v. (0:0, 1:1) | Essen, Platz des ETB                 |

Königsberg kwam verrassend op voorsprong in de 25ste minuut dankzij een goal van Max Wirth, maar kort voor de rust maakte Paul Pömpner de gelijkmaker. Na de rust scoorden Eduard Pendorf, Adalbert Friedrich en opnieuw Pömpner nog voor VfB Leipzig.
SpVgg Leipzig kwam 1-0 voor tegen Fürth dankzij een goal van Gerhard Schulz, maar in de 52ste minuut maakte de Hongaar Frigyes Weicz gelijk. In de 83ste minuut maakte Karl Franz de winnende treffer. 
Berliner BC stond na een half uur al 3-0 voor dankzij goals van Erich Arndt, Willi Hebler en Preuß. In de  tweede helft maakte Erich Arndt nog een tweede doelpunt. 
Bij Duisburg-Altona stond het na 90 minuten 1-1 door een goal van Heinz Schipporeit (Altona) in de 48ste minuut en een strafschop van Walter Fischer in de 73ste minuut. In de verlengingen scoorden Fischer, Antong Bongartz en Matthias Blethgen nog. 

### Halve finale
| Datum       | Teams       | Teams | Teams          | Uitslag                  | Stadion                    |
| 17 mei 1914 | SpVgg Fürth | –     | Berliner BC    | 4:3 n.v. (1:2, 2:2, 3:3) | Fürth, Platz der SpVgg     |
| 17 mei 1914 | VfB Leipzig | –     | Duisburger SpV | 1:0 (1:0)                | Leipzig, Sportfreunde-Park |

Ondanks het feit dat Berliner BC al na 10 minuten met een man minder was na een beenblessure van Paul Wiesener kwamen ze 2-0 voor dankijk twee doelpunten van Preuß. Eén minuut na de 2-0 maakte Weicz de aansluitingstreffer voor Fürth en strapte in de 62ste minuut ook de gelijkmaker binnen. Er kwamen verlengingen waarin Franz Fürth op voorsprong bracht, maar met zijn derde goal van de wedstrijd in de 119de minuut maakte Preuß weer gelijk. De regel was nu dat er verlengingen van telkens tien minuten gespeeld werden tot een goal viel. Deze werd uiteindelijk in de 146ste minuut gemaakt door Karl Franz. 
In de andere halve finale was veel minder spektakel met enkel een goal van Johannes Völckers in de 41ste minuut. 

### Finale
| Datum       | Teams       | Teams | Teams       | Uitslag                  | Stadion                            |
| 31 mei 1914 | SpVgg Fürth | –     | VfB Leipzig | 3:2 n.v. (1:0, 1:1, 2:2) | Maagdenburg, Platz von Victoria 96 |

Voor 6.000 toeschouwers speelde Leipzig al zijn zesde finale. Karl Franz zette Fürth na 17 minuten op voorsprong. Na een blessure van Paul Michel speelde Leipzig vanaf minuut 42 nog maar met tien man. Desondanks kon Pendorf toch de gelijkmaker binnen trappen in de 83ste minuut waardoor er verlengingen kwamen. Weicz zette Fürth op voorsprong in de 104de minuut, maar  vier minuten later scoorde ook Leipzig opnieuw door kapitein Curt Hesse. In de 153ste minuut maakte Karl Franz opnieuw de beslissende goal.
Voor trainer William Townley en speler Julius Hirsch was het al de tweede landstitel nadat ze in 1910 al eens kampioen werden met Karlsruher FV. Voor Karl Franz, topschutter en beslissende speler van het toernooi, zou het meteen zijn zwanenzang zijn. Enkele maanden later brak de Eerste Wereldoorlog uit, waarin hij al vrij vroeg sneuvelde.

## Topschutters
|    | Speler        | Club        | Goals                   |
| -- | ------------- | ----------- | ----------------------- |
| 1. | Karl Franz    | SpVgg Fürth | 5                       |
| 2. | Preuß         | Berliner BC | 4 (in twee wedstrijden) |
| 3. | Frigyes Weicz | SpVgg Fürth | 4 (in drie wedstrijden) |